# 구글 스테이디어
스테이디어(Stadia)는 구글에서 개발된 클라우드 게이밍 서비스이다. 게임이 구글의 서버 상에서 호스팅되기 때문에 자사의 크롬 브라우저를 통해 게임의 시각 피드백만이 플레이어의 컴퓨터에 스트리밍된다. 별도의 하드웨어를 구매하지 않고도 어디서나 실시간 저장까지 가능하다.
개발 중 명칭은 프로젝트 스트림(Project Stream)으로, 2018년 10월 클로즈드 베타를 통해 《어쌔신 크리드 오디세이》를 구동하는 하는 것으로 처음 공개됐다. 2019년 6월 7일 "Google Stadia Connect" 방송에서 2019년 11월 서비스를 시작할 것임을 알렸다.
2019년 11월 19일 일부 국가에서 출시되었다.
2023년 1월 18일 서비스 종료 되었다.

## 기능
스테디아는 구독 기반 클라우드 게이밍 서비스이며 추가적인 컴퓨터 하드웨어가 필요 없고 오직 장치의 인터넷 연결과 구글 크롬 지원이 요구된다. 스테디아는 미디어를 사용자에게 스트리밍하기 위해 유튜브의 기능 위에 동작하며 구글의 필 해리슨에 따르면 게임 스트리밍은 비디오 게임 라이브 스트림을 시청하는 확장 기능으로 표시된다. "스테디아"라는 이름은 스테이디엄(stadium)의 복수형으로서 엔터테인먼트의 컬렉션의 의미가 있으며 시청자는 시청 및 참여를 선택할 수 있다.
'Google Stadia Connect'에서 10MB 다운로드시 720p / 60fps 스테레오, 20MB 다운로드 시1080p / 60fps 5.1 서라운드, 30MB 다운로드 시 4K / HDR 지원 / 60fps 5.1 서라운드의 품질과 회선 속도를 제공한다고 밝혔다.

## 게임
| 타이틀                          | 장르                                    | 개발사                 | 배급사                   | 출시일    |
| ------------------------------- | --------------------------------------- | ---------------------- | ------------------------ | --------- |
| 데스티니 가디언즈               | 1인칭 슈팅 게임                         | 번지 (게임 회사)       | 번지 (게임 회사)         | 발표 예정 |
| 둠 이터널                       | 1인칭 슈팅 게임                         | 이드 소프트웨어        | 베데스다 소프트웍스      | 발표 예정 |
| 드래곤볼 제노버스 2             | Fighting role-playing                   | 딤프스                 | 반다이 남코 엔터테인먼트 | 발표 예정 |
| 엘더스크롤 온라인               | 대규모 다중 사용자 온라인 롤플레잉 게임 | ZeniMax Online Studios | 베데스다 소프트웍스      | 발표 예정 |
| 파이널 판타지 XV                | Action role-playing                     | 스퀘어 에닉스          | 스퀘어 에닉스            | 발표 예정 |
| Football Manager 2020           | Management simulation                   | Sports Interactive     | 세가 게임스              | 발표 예정 |
| NBA 2K20                        | 농구 sports simulation                  | 비주얼 콘셉츠          | 2K Sports                | 발표 예정 |
| 라이즈 오브 더 툼 레이더        | Action-adventure                        | 크리스털 다이내믹스    | 스퀘어 에닉스            | 발표 예정 |
| Samurai Shodown                 | Fighting                                | SNK                    | Athlon Games             | 발표 예정 |
| Tomb Raider: Definitive Edition | Action-adventure                        | 크리스털 다이내믹스    | 스퀘어 에닉스            | 발표 예정 |

1. ↑  최초 완성 출시일 (플랫폼, 지역 무관)

## 이용 가능 국가
| 국가       | 이용 가능 일시 |
| ---------- | -------------- |
| 벨기에     | 2019년         |
| 캐나다     | 2019년         |
| 덴마크     | 2019년         |
| 핀란드     | 2019년         |
| 프랑스     | 2019년         |
| 독일       | 2019년         |
| 이탈리아   | 2019년         |
| 아일랜드섬 | 2019년         |
| 네덜란드   | 2019년         |
| 노르웨이   | 2019년         |
| 스페인     | 2019년         |
| 스웨덴     | 2019년         |
| 영국       | 2019년         |
| 미국       | 2019년         |

## 참고 자료
- McLaughlin, Kevin; Efrati, Amir (February  7, 2018). “Google May Step Into Gaming With ‘Yeti’ Streaming Service”. 《The Information》. February 22, 2019에 확인함.
- Statt, Nick (March 16, 2019). “Everything we think we know about Google’s mystery gaming announcement”. 《더 버지》. March 16, 2019에 확인함.